# Can Fatjó (Sant Just Desvern)
Can Fatjó és un edifici del municipi de Sant Just Desvern (Baix Llobregat) que forma part de l'Inventari del Patrimoni Arquitectònic de Catalunya.

## Descripció
És una masia formada per diferents cossos amb edificacions adjuntes de diverses èpoques. La façana del mas primitiu s'orienta a migdia i té un portal dovellat de punt rodó i quatre finestres gòtiques amb filigranes, possiblement del segle xv. El ràfec de coberta és paral·lel a terra, vessant aigües a la façana.
Els tres habitacles que s'inclouen a Can Fatjó, són conseqüència de l'arribada, l'any 1915, de tres masovers, germans entre ells, procedents de Sant Feliu de Llobregat.

## Història
Can Fatjó ha canviat el seu nom diverses vegades. El 1130 se'n deia Mas Reia o Rel·la. El 1511, Can Ramoneda i el 1650, Can Parellada. El nom actual té el seu origen l'any 1690. Aquests canvis eren conseqüència del fet que no hi havia hereus sinó pubilles.
Cronològicament, les primeres noves són del 1310, a la façana posterior apareix la data del 1600.